# Abagar
Abagar är en tryckt andaktsbok, i form av ett breviarium av den bulgariske romersk-katolske biskopen Filip Stanislavov (1608–1674), utgivet av Propaganda fide i Rom år 1651. Texten är tryckt med kyrilliska bokstäver. Ett exemplar, i form av en drygt 5,5 meter lång rulle, donerades år 1705 till Uppsala universitetsbibliotek av Johan Gabriel Sparfwenfeldt. Sammanlagt finns minst tolv exemplar av Abagar bevarade, varav endast två i form av en rulle.